# Håkan Sund
Håkan Gunnar Sund, född 5 september 1946 i Sandviken, är en svensk pianist, dirigent, tonsättare och arrangör.

## Biografi
Håkan Sund avlade pianopedagogexamen vid Kungliga Musikhögskolan 1976, och undervisade i pianospel där åren 1978–2013, de sista åren som lektor. Han är sedan 2008 dirigent för Akademiska Kören i Stockholm, och han leder även Stockholms Manskör samt Orphei Veteraner i Uppsala.
Sund har haft konserter i Berwaldhallen, på Gröna Lund och Liseberg. Hans konsertrepertoar som pianist är dels ur den klassiska repertoaren, dels från jazz och annan modernare musik. Han har bland annat ackompanjerat Barbara Hendricks, Håkan Hagegård och Malena Ernman.
Som dirigent har Håkan Sund framträtt bland annat med Kungliga Filharmoniska Orkestern, Radiosymfonikerna, Göteborgs Symfoniker och symfoniorkestrarna i Malmö, Norrköping och Odense.
Han är gift med Grethe Rottböll, med vilken han grundade den ambulerande operaensemblen Bergslagsoperan. Håkan Sund var 1991–1998 dess konstnärliga ledare och kapellmästare. Man spelade bland annat Figaros Bröllop, Madame Butterfly och Rigoletto. Håkan Sund är bror till Robert Sund.

## Verk i urval
- Blues for me and my audience
- Den stumma lyckan
- Ett år i Sverige : fem sånger
- Fanfara capricciosa
- Hoppet - Rosen - Undret
- Invenzione inventata per orchestra grande
- Marche militaire med förspel
- Människas glädje
- Sånger i kärlek
- Tre konststycken